# 島津の退き口
島津の退き口（しまづののきぐち）は関ヶ原の戦いにおいて島津義弘率いる島津勢が退却時にとった敵中突破、前進退却のこと。追っ手に対して小部隊を残しながら本隊を退却させる捨て奸（すてがまり）あるいは座禅陣と称される戦術が用いられたとされる。

## 関ヶ原からの退却

### 帰国の決断
慶長5年9月15日（1600年10月21日）午後、関ヶ原の戦いで西軍が総崩れになった後も、北国脇往還に布陣していた島津勢（布陣時1500人）は各軍勢の中にあった。義弘も死を覚悟して徳川家康本陣に突入して討死しようとしたが、副将格だった島津豊久らの進言を受けて帰国を決断した（『本藩人物誌』）。
敵中突破が選択された理由は諸説あり、敗走兵で混乱している戦場を突破するほうが生き延びやすいと判断されたという説、後退路が帰還のためには反対方向だったからという説、義弘が高齢で伊吹山地越えは困難と判断されたという説がある。
島津勢は福島正則勢を突破した後、徳川家康本陣をかすめながら南下。その際、義弘は川上忠兄を口上の使者として家康の下に遣わし、薩摩国に帰国することと、帰国後に謝罪することを告げさせたとされる。

### 殿軍の動き
東軍からは井伊直政と松平忠吉の隊が追撃し、前線にいた豊久の軍が殿（しんがり）を務め、烏頭坂（うとうざか、岐阜県大垣市上石津町）で迎え撃った。この烏頭坂には豊久の顕彰碑が建立されている。また、烏頭坂の南にある牧田上野では長寿院盛淳が義弘から陣羽織などを拝領して身に着け、身代わりとなって従士18名とともに討死した。
豊久については烏頭坂で討死したとする説がある一方、重傷を負いながらも伊勢西街道に入って勝地峠を越えたとする説もある。勝地峠では川上四郎兵衛の号令を受けた柏木源藤が井伊直政を銃撃して落馬し直政が負傷している。また、松平忠吉も島津家家臣の松井三郎兵衛を討ち取った際に負傷している。
勝地峠を越えたという説によると豊久は家臣の川口運右衛門の意を受けた三輪内助入道一斉の案内で白拍子谷に行き着いたが、ここで自刃したという。薬師寺（現・瑠璃光寺）南拝殿で荼毘に付され、三輪内助入道一斉が瑠璃光寺に遺骨を納めた。寺の近くの通称カンリンヤブには島津塚（薩摩塚）という五輪塔がある。他方で島津家家臣の山田有栄と赤崎丹後が豊久の乗っていた空馬を見つけたという逸話は、関ヶ原宿口付近のもので早い段階で亡くなっていたとする説もある（『大日本史料』には山口勘兵衛直友が合戦後の首実検の際に確認したとする直友の卒伝がある）。

### 本隊の動き
牧田上野から伊勢西街道に入った殿軍に対して、義弘本隊は伊勢東街道に入った。そこで長宗我部盛親や長束正家の部隊と遭遇し、話し合いの結果、島津勢が先に撤退することになり正家が案内役を一騎付けている。
その後、義弘本隊は養老山地を駒野峠（二ノ瀬越）から越えることとし、峠付近で一夜を明かした（駒野越え）。西に進む途中で織田秀信の家臣の小林新六郎と出会い、その案内で五僧峠を越えて近江国に向かった。この五僧峠は江戸時代には「島津越え」と呼ばれるようになった。

### 薩摩への帰還
近江からの帰路に関しても諸説ある。「広報ひおき（2012年10月号）」にある「島津軍の推定背進路」によると、保月 - 多賀 - 水口 - 関 - 拓殖 - 上野 - 信楽宿 - 奈良 - 平野 - 住吉 - 堺と進んで、海路で日向細島を経て薩摩国に帰還したとしている。薩摩に帰還できた将兵は80人ほどであった。

## 関ケ原戦跡踏破隊
日置市では小中学生が島津勢の退陣退路を2日間かけて踏破する「関ケ原戦跡踏破隊」が実施されており、その縁で日置市と関ケ原町も盟約を結んでいる。「関ケ原戦跡踏破隊」は2024年（令和6年）で65回目となる。